# Vincenzo Bianchini
Vincenzo Bianchini (Viterbo, 1903 – Ginevra, 2000) è stato un pittore, scultore, scrittore, filosofo e medico italiano.

## Biografia

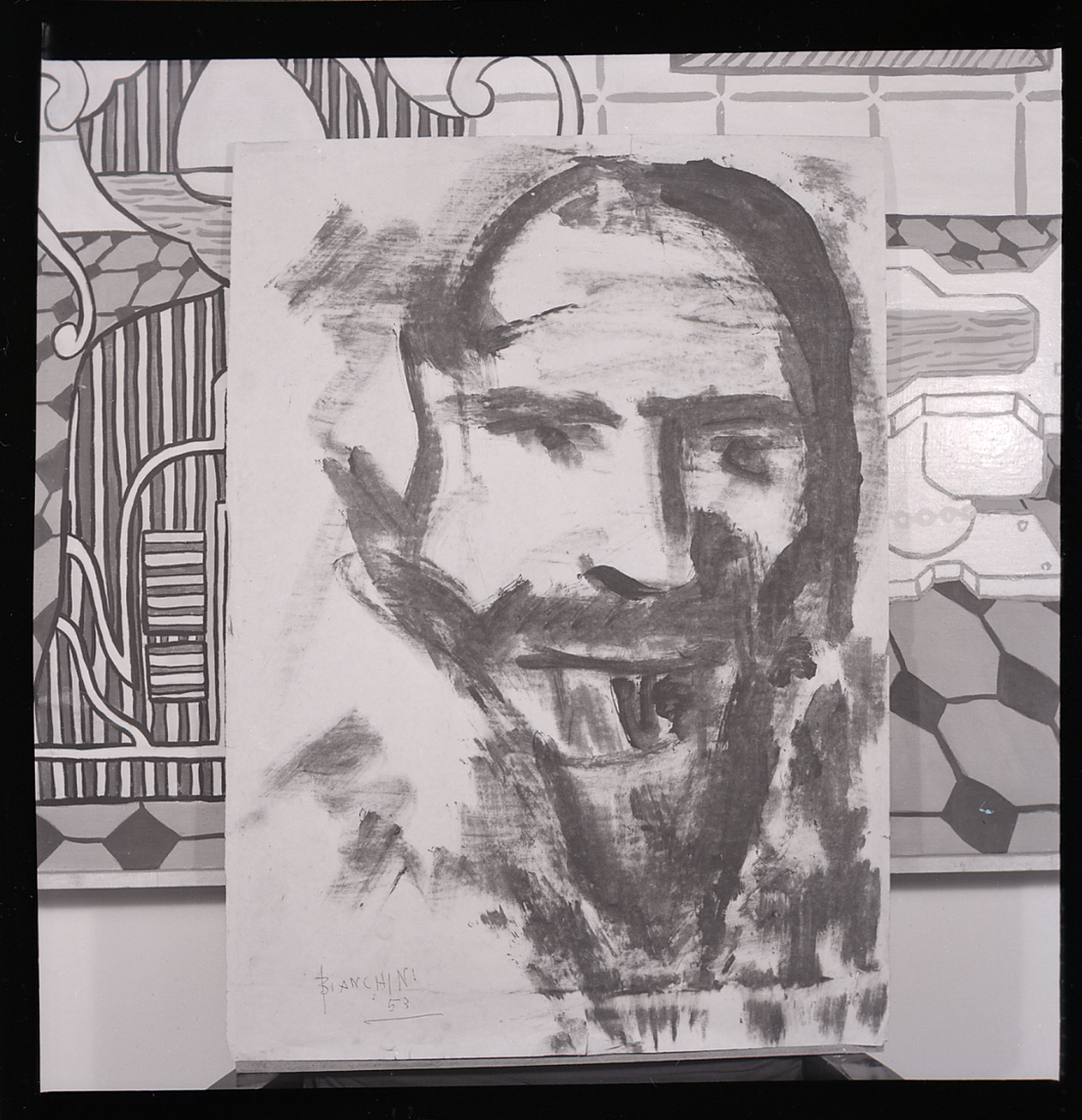
Iran, 1953. Foto di Paolo Monti

Dopo gli studi classici e di musica a Viterbo, si iscrisse alla facoltà di Scienze Politiche di Firenze, che lasciò subito per quelli di medicina a Roma.
Laureatosi, sposatosi, venne riformato dal servizio militare, ma partì ugualmente come volontario per la guerra d'Etiopia come medico per cercare di vivere ogni esperienza umana.
Al ritorno, fu medico condotto del comune di Roma nelle condotte di Fiumicino e nella borgata della Caffarelletta, dove ebbe il primo contatto con la realtà della miseria, partecipando anche alla guerra di resistenza antifascista con il suo cognato, il capo ed eroe partigiano, Mariano Buratti.
In seguito, fu medico nelle miniere di Ingurtosu in Sardegna; tornò poi alla sua condotta di Roma.
Nel 1951 partì per l'Iran partecipando a un progetto italiano di aiuti alle popolazioni persiane. Per più di dieci anni si è dedicato all'assistenza delle popolazioni dei villaggi e delle regioni più sperdute di quel paese, organizzando tra l'altro un piccolo ospedale nel Kurdistan a Serisciabad dove ha vissuto per due anni.
Partì per il Congo subito dopo la guerra civile del 1961 come medico dell'OMS, rimanendovi fino al 1965.
Nel 1965 fu medico in Algeria, dove rimase fino al 1967. Ritornò, poi, in Iran dove continuò la sua opera di medico e di artista fino all'avvento di Khomeini nel 1978. (cfr. www.lacittadella-web.com/forum/viewtopic.php?f=54&t=1420).

### L'uomo
Uomo rinascimentale per i multiformi interessi artistici, durante tutta la sua vita e soprattutto nei periodi di permanenza tra le popolazioni dimenticate, ha cercato di raccogliere la loro umanità, la loro sofferenza, la loro dignità dedicandosi anche alla scultura in ferro ed in ceramica (alcune sue opere sono conservate in edifici dell'Iran), disegnando, dipingendo, scrivendo poesie e racconti delle proprie esperienze che sono state poi pubblicate. Negli ultimi anni proseguì nella sua opera artistica nonostante fosse ormai pressoché cieco. Esoterista rosacrociano (pervenne al 24º Grado del R.S.A.A. e fu iniziato alla Fr+TM+ di Miriam), apprese in Iran il suphismo, e coltivò gli alti valori della fratellanza e dell'amore fra gli individui e fra i popoli [G. Sergio, 2008].

### Lo scrittore
Come scrittore e poeta ha pubblicato numerosi libri quali:
- Medico di battaglione (Ugo Guanda Editore, Modena, 1938 - narrativa - Premio dell'Accademia d'Italia nel 1939)
- Acqua del diavolo (Leonardo da Vinci Editrice, Bari 1962 - narrativa)
- Pietre di Arande (poesie - 1972)
- Deserti al brado (Ugo Guanda Editore, Parma, 1970 - poesie)

Libri inediti
- Città deserta
- L'uomo e la sua casa
- Onomatopeica del sudore
- Congo dell'apocalisse
- Estasi (romanzo)

### L'artista

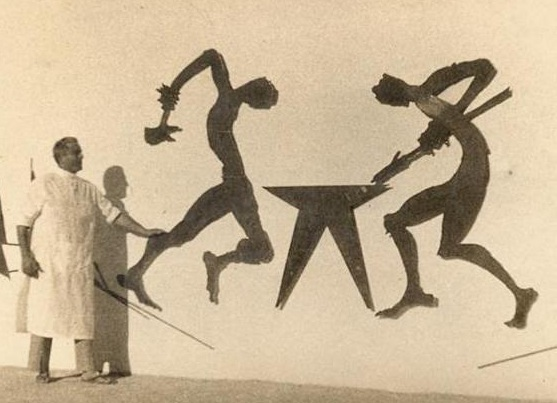
Vincenzo, Algeria, anni sessanta

#### Esposizioni collettive
- Roma - Palazzo delle Arti (1938)
- Roma - Palazzo delle Esposizioni (1942)
- Teheran - Fiera Internazionale (1965)
- Teheran - Fiera Internazionale (1970)
- Parigi - Festival de L'Humanité (1971)

#### Esposizioni personali
- Teheran - Istituto Franco-Iraniano (1955)
- Paris - Galleria Quentin Bochard (1956)
- Paris - Galleria Duncan (1956)
- Roma - Galleria La Marguttiana (1958)
- Milano - Galleria Montenapoleone (1958)
- Viterbo - Palazzo Santoro (1958)
- Teheran - Università Facoltà di Architettura (1958)
- Firenze - Galleria il Numero (1959)
- Teheran - Istituto Italiano di Cultura (1960)
- London - Christ Church Hall (1961)
- Coquilhatville (Congo) - Atheneum (1963)
- Bari - Circolo La Vela (1965)
- Shiraz - Università (1967)
- Abadan - Salon de L'Annexe (1969)
- Teheran - Università Facoltà di Belle Arti (1971)
- Algeri - Biblioteca Nazionale (1971)
- Milano - Circolo De Amicis (1973)
- Milano - Centra d'Arte Europea (1974)
- Los Angeles - Ait Center Azari (1982)